# روبرت ماسون (سياسي)
روبرت ماسون (بالإنجليزية: Robert Mason)‏ هو سياسي بريطاني، ولد في 17 ديسمبر 1857، وتوفي في 1 أغسطس 1927. حزبياً، نشط في الحزب الليبرالي. في الانتخابات الفرعية في مجلس العموم البريطاني ‏، انتخب عضو برلمان المملكة المتحدة الـ30 عن دائرة Wansbeck ‏ (28 مايو 1918 – 25 نوفمبر 1918) وفي الانتخابات العمومية البريطانية 1918 ‏، انتخب عضو برلمان المملكة المتحدة الـ31 عن دائرة Wansbeck ‏ (14 ديسمبر 1918 – 26 أكتوبر 1922).